# Vila das Aves
Vila das Aves es una ciudad industrial y una parroquia (freguesia) del norte de Portugal, perteneciente al municipio (municipio) de Santo Tirso, con una población de 8492 habitantes (según el censo de 2001), y una superficie de 6'07 km². Está situada en una meseta en la del río Vizela con el río Ave. Está a 6 km al nordeste de Santo Tirso y limita con la parroquia de Lordelo en el municipio de Guimarães. Vila das Aves es en la actualidad, después de la propia Santo Tirso, la ciudad más importante del municipio. Fue elevada a villa el 4 de abril de 1955, siendo antes conocida solamente como Aves.

## Economía
Vila das Aves y los pueblos vecinos tiene una fuerte dependencia de la industria textil para sus trabajos e ingresos. La industria, que una vez fue pujante y hasta no hace mucho causaba horas punta en los cambios de turno de trabajo, ahora está en declive y muchas fábricas fantasma, algunas de ellas monstruos arquitectónicos, marcan el paisaje. Aunque la industria esté en declive, su influencia todavía contamina el cercano río Vizela, volviéndolo oscuro y espumoso, quitándole belleza a sus riberas. El declive de la industria textil ha traído paro y problemas sociales. No obstante los emprendedores locales intentan la reactivación de la comunidad. Los servicios están desplazando a la industria textil como principal actividad económica, y la inversión en bienes inmuebles ha crecido por la llegada de jóvenes atraídos por la mayor calidad de vida de la ciudad y el menor coste de vida.

## Deportes
El equipo de fútbol local, el Clube Desportivo das Aves, ascendió a la Superliga Portuguesa en 2006.
- Datos: Q1751766
- Multimedia: Aves (Santo Tirso) / Q1751766